# The Only Hope for Me Is You
«The Only Hope for Me Is You» — четвёртый сингл американской рок-группы My Chemical Romance из их студийного альбома Danger Days: The True Lives of the Fabulous Killjoys.

## Релиз
Первоначально «The Only Hope for Me Is You» был выпущен, как промосингл, но после включения песни в саундтрек фильма «Трансформеры 3: Тёмная сторона Луны» коллектив решил издать полноценный сингл. Промосингл был доступен для скачивания ещё с 12 октября в iTunes Store и Amazon.com. Сингл был выпущен 26 августа в Ирландии и через три дня позже в Великобритании.

## Клип
Музыкальное видео на песню группа первоначально хотела выпустить в конце июня, но позже отложила на неопределённый срок. Предполагалось, что клип будет третьим и последним в трилогии Danger Days, однако клип остался не выпущенным.

## Список композиций
1 версия(промо)
| №  | Название                      | Длительность |
| -- | ----------------------------- | ------------ |
| 1. | «The Only Hope for Me Is You» | 4:32         |

2 версия (цифровая дистрибуция)
| №  | Название                                                                   | Длительность |
| -- | -------------------------------------------------------------------------- | ------------ |
| 1. | «The Only Hope for Me Is You»                                              | 4:32         |
| 2. | «The Kids from Yesterday» (Dan P. Carter Mix)                              | 4:56         |
| 3. | «Common People» (Originally by Pulp, recorded live at BBC Radio 1 Studios) | 5:35         |